# Associazione Calcio Civitavecchia 1981-1982
Questa voce raccoglie le informazioni riguardanti l'Associazione Calcio Civitavecchia nelle competizioni ufficiali della stagione 1981-1982.

## Rosa
| N. |                   | Ruolo | Calciatore        |
| -- | ----------------- | ----- | ----------------- |
|    | Italia (bandiera) | C     | Marco Baldinelli  |
|    | Italia (bandiera) | D     | Fabrizio Biferari |
|    | Italia (bandiera) | D     | Gianluca Cesaro   |
|    | Italia (bandiera) |       | Ciarambino        |
|    | Italia (bandiera) | C     | Silvio Dati       |
|    | Italia (bandiera) | P     | Ernesto De Felici |
|    | Italia (bandiera) |       | Di Giovanni       |
|    | Italia (bandiera) | A     | Francesco D'Urso  |
|    | Italia (bandiera) | D     | Claudio Fazzini   |
|    | Italia (bandiera) |       | Fabrizio Gaudiani |
|    | Italia (bandiera) | D     | Pierluigi Gorla   |
|    | Italia (bandiera) |       | Marsili           |

| N. |                   | Ruolo | Calciatore          |
| -- | ----------------- | ----- | ------------------- |
|    | Italia (bandiera) | C     | Silvano Olivetti    |
|    | Italia (bandiera) | A     | Luigi Palmulli      |
|    | Italia (bandiera) | D     | Primo Petronilli    |
|    | Italia (bandiera) | D     | Massimo Peveri      |
|    | Italia (bandiera) | A     | Roberto Pierimarchi |
|    | Italia (bandiera) | D     | Massimo Salzano     |
|    | Italia (bandiera) | D     | Paolo Senigagliesi  |
|    | Italia (bandiera) | P     | Roberto Serena      |
|    | Italia (bandiera) | A     | Francesco Sotera    |
|    | Italia (bandiera) | C     | Stefano Trovati     |
|    | Italia (bandiera) | P     | Stefano Valle       |
|    | Italia (bandiera) | C     | Carlo Vincenzi      |